# Calice al Cornoviglio
Calice al Cornoviglio est une commune italienne de la province de La Spezia, dans la région Ligurie.

## Administration
| Période                                  | Période | Identité | Étiquette | Qualité |
| ---------------------------------------- | ------- | -------- | --------- | ------- |
|                                          |         |          |           |         |
| Les données manquantes sont à compléter. |         |          |           |         |

### Communes limitrophes
Beverino, Follo, Mulazzo, Podenzana, Rocchetta di Vara, Tresana.

## Lieux et monuments

### Patrimoine religieux
- Église Notre-Dame-de-Lorette (Calice al Cornoviglio) (it).
- Église Notre-Dame-de-l'Assomption (Calice al Cornoviglio) (it).

### Patrimoine civil
- Château de Calice al Cornoviglio (it)[2].